# ちかくナルナル なるちか!
『ちかくナルナル なるちか!』は、2015年4月4日から愛媛朝日テレビ（eat）で放送されている愛媛県向けの情報番組である。

## 概要
2008年4月 - 2009年3月に放送していた『ココロンTVヒメロン編集部』（土曜 12:00 - 12:55に放送）以来6年ぶりに、愛媛ローカルの情報番組が開始した。
2019年10月5日より『ドラえもん（第2期）』が土曜17:00 - 17:30に金曜19時台から移動するが、9月21日放送の番組内で、10月5日から土曜朝9時30分からに枠移動することが発表された。
2020年4月4日より放送時間が30分拡大して1時間番組になる。また新MCとして元南海放送アナウンサー丹下真奈が加わった。

## 放送時間
| 期間          | 期間          | 放送時間（日本時間） |
| ------------- | ------------- | -------------------- |
| 2015年4月4日  | 2019年9月28日 | 土曜日17:00 - 17:30  |
| 2019年10月5日 | 2020年3月28日 | 土曜日9:30 - 10:00   |
| 2020年4月4日  | （現在）      | 土曜日9:30 - 10:30   |

- 夕方5時台時代はスポーツ中継等の特別番組などで放送時間を繰り上げることがあった。毎年9月上旬の日本女子プロゴルフ選手権大会放送時は、2017年まで90分繰り上げの15:30 - 16:00に放送されていたが、2018年以降は通常通りの放送となっている。
- 年末年始期を除き放送が休止になることは殆どないが、2018年7月7日は平成30年7月豪雨発生に伴う報道特別番組が入った為、番組自体が臨時休止となった[3]。

## 出演者
メイン
- 丹下真奈（フリーアナウンサー、2020年4月4日 - ）
- 市脇康平（愛媛朝日テレビアナウンサー、2015年4月4日 - ）
- フルビオ･コンベルシ（2015年4月4日 - ）
- 石本桃子（愛媛朝日テレビアナウンサー、2019年10月5日 - ）

不定期
- やのひろみ
  - フルビオ･コンベルシとやのひろみが巡る『グルメセレクション』にVTR出演。
- ラッシャー板前
  - 『朝だ!生です旅サラダ』（朝日放送テレビ制作）[4]の中継で愛媛に来るときに出演することがある。

### 過去の出演者
- 速水里彩（当時愛媛朝日テレビアナウンサー、2015年4月4日 - 2016年12月17日）
- 大堀結衣（当時愛媛朝日テレビアナウンサー、2017年1月7日 - 2019年7月）[5]
- 坂口愛美（当時愛媛朝日テレビアナウンサー、- 2021年3月28日)
- 戸谷勇斗（愛媛朝日テレビアナウンサー、2015年4月4日 - 2022年9月30日）